# Карамян, Артавазд Суренович
Артава́зд (Артём) Суре́нович Карамя́н (арм. Արտավազդ Սուրենի Քարամյան; 14 ноября 1979, Ереван, Армянская ССР, СССР) — армянский футболист, полузащитник. Выступал за сборную Армении. Имеет брата-близнеца Армана.

## Биография
После завершения чемпионата Румынии сезона 2009/10, у Артавазда Карамяна вместе с братом, истёк контракт со «Стяуа». Начался поиск клуба в котором могли бы продолжить свои выступления оба футболиста. Однако процесс с поиском нового клуба затянулся. Позже появилась информация, что братья ведут переговоры с «Брашовым». Однако главный тренер «Брашова» Даниэль Исэйлэ, впоследствии заявил, что переход Карманянов вряд ли осуществится, так как во время переговоров возникли сложности и переговоры зашли в тупик. Чуть позже был вариант трудоустройства в плоештийской «Астре», которую тренировал Михай Стойкицэ. Но после его ухода из клуба, переговоры прекратились. По данным футбольного издания «TotalFootball» причиной долго поиска новой команды являются завышенные финансовые условия братьев Карамян, которые требуют минимум 10 000 евро в месяц. Присутствует вариант, при котором футболисты завершат карьеру игроков и приступят к тренерской деятельности. В середине сентября закончилась эпопея братьев Карамян. Футболисты, подписав контракт, официально перешли в «Унирю» из Урзичени.
В конце октября 2011 года, Михай Стойкицэ, знающий не понаслышке особенности игровой техники братьев, пригласил их в свою команду «Миовени». Однако Артавазд с братом решили завершить карьеру футболистов, перейдя в сферу бизнеса.
Спустя год братья возобновили свою карьеру во Второй лиге первенстве Румынии, за клуб «Буфтя». В первой встрече дубль оформил Артавазд, а Арман сыграл во-втором матче и отметился забитым мячом.

## Карьера в сборной
Дебют за сборную состоялся 9 января 2000 года в матче Армения — Гватемала 1:1.

## Личная жизнь
Женат, имеет двух дочерей.

## Достижения
- «Киликия»
  - Обладатель Суперкубка Армении: 1997
- «Пюник»
  - Чемпион Армении: 2001, 2002
  - Обладатель Кубка Армении: 2002
  - Обладатель Суперкубка Армении: 2002
- «Рапид» (Бухарест)
  - Серебряный призёр Чемпионата Румынии: 2005/06
  - Бронзовый призёр чемпионата Румынии: 2004/05
  - Обладатель Кубка Румынии: 2005/06
  - Финалист Кубка Румынии: 2006/07
  - Четвертьфиналист Кубка УЕФА: 2005/06
- «Политехника Тимишоара»
  - Серебряный призёр Чемпионата Румынии: 2008/09
  - Финалист Кубка Румынии: 2008/09